# Gliniarz z Beverly Hills II
Gliniarz z Beverly Hills II (ang. Beverly Hills Cop II) – amerykańska komedia kryminalna w reżyserii Tony’ego Scotta. Myśl przewodnia filmu brzmi: „The Heat's Back On!”.

## Obsada
| Rola                  | Aktor             |
| --------------------- | ----------------- |
| Axel Foley            | Eddie Murphy      |
| John Taggart          | John Ashton       |
| Billy Rosewood        | Judge Reinhold    |
| Maxwell Dent          | Jürgen Prochnow   |
| Karla Fry             | Brigitte Nielsen  |
| May                   | Chris Rock        |
| Andrew Bogomil        | Ronny Cox         |
| Harold Lutz           | Allen Garfield    |
| Jeffrey Friedman      | Paul Reiser       |
| inspektor Todd        | Gilbert R. Hill   |
| Sidney Bernstein      | Gilbert Gottfried |
| Russell Russ Fielding | Tom Bower         |
| Vinnie                | Carrie Leigh      |
| Francesco             | Michael DeMarlo   |
| Ailey                 | Richmond Harrison |
| Bobby Morgan          | Ritch Shydner     |
| Judy                  | Carl Bringas      |
| Hugh Hefner           | on sam            |

## Opis fabuły
Bandyci napadają na sklep jubilerski w Beverly Hills. Śledztwo w tej sprawie prowadzą kapitan Andrew Bogomil (Ronny Cox) oraz John Taggart (John Ashton) i William Rosewood (Judge Reinhold). Jednak z powodu niesubordynacji zostają oni odsunięci od sprawy przez apodyktycznego komisarza Harolda Lutza (Allen Garfield), a Bogomil zawieszony w czynnościach służbowych. Niedługo później zostaje postrzelony. Axel Foley (Eddie Murphy), detektyw z Detroit dowiedziawszy się z telewizji o zamachu na życie Bogomila, bez wahania porzuca prowadzone śledztwo i przylatuje do Kalifornii by pomóc przyjaciołom. Policjanci razem chcą zdemaskować szajkę. Tymczasem komisarz Lutz nie może znieść obecności Axela na swoim terenie.